# Euseius ho
Euseius ho – gatunek roztocza z kohorty żukowców i rodziny Phytoseiidae.
Gatunek ten został opisany w 1965 roku przez Donalda De Leona jako Amblyseius (Euseius) ho na podstawie okazów z Camao.
Żukowiec o tarczce grzbietowej u samicy długości 320 μm i szerokości 232 μm, u samca długości 244 μm i szerokości 181 μm. Tarczka wentrianalna u samicy długości 97 μm i szerokości 72 μm. Spermatodaktyl samca o trzonku długości 17, a stopie 7 μm.
Roztocz ten podawany był z takich roślin jak Colubrina reclinata, Tetrazygia eleagnoides czy Osmia ordorata. Wykazany z Portoryka, Jamajki, Meksyku, Kolumbii, Ekwadoru, Argentyny i brazylijskich stanów: Bahia, Ceará, Minas Gerais, Pernambuco, Rio Grande do Sul, São Paulo.